# Тумачење уговора
Уколико садржина одређене норме у уговору постане спорна међу странама уговорницама, јавља се потреба да се њено значење разјасни, тј. да дође до тумачења уговора. Ово значи да уколико међу странама постоји сагласност, макар је ознака предмета у уговору погрешна, нема места тумачењу (falsa demonstratio non nocet). Уколико одредбе уговора нису нејасне, примењују се онако како гласе (тако је и по члану 99. ЗОО).
Тумачење уговора увек иде у правцу очувања уговора. Даље, циљ тумачења није да се утврди да ли уопште постоји изјављена воља (то мора бити неспорно) него смисао норми које су уговором прописане.
Тумачење може бити судско или вансудско. У првом случају тумачење врши суд или неки други државни орган пред којим се води спор, а у другом случају је то тумачење поверено трећем лицу изван државних органа, по вољи уговорника. Уколико споразумом о тумачењу није другачије утврђено, уговорници не могу покренути спор пред судом или другим државним органом док претходно не прибаве тумачење уговора дато од трећег лица, осим ако оно одбије да га протумачи (у том смислу је и члан 102. ЗОО).

## Критеријум тумачења
Основно питање које се поставља код тумачења је да ли утврђивати стварну, заједничку вољу уговорника или објективно, нормативно значење њихове изјаве.
Оно што је неспорно је да не треба дословно тумачити употребљене изразе, већ утврђивати заједничку намеру уговорника (члан 99. ЗОО). Тумачење које инсистира на стварној вољи страна уговорница, а употребљене изразе ставља у други план назива се субјективно тумачење.
У пракси се показало да критеријум субјективног тумачења није довољан, јер ако би се у сваком случају допустило неограничено доказивање онога што су стране уговорнице стварно хтеле била би угрожена правна сигурност. Због тога је прихваћен и критеријум објективног тумачења, који захтева да се уговор тумачи на онај начин на који би га тумачили разумни и коректни људи, који немају директног интереса у уговору. Садржина изјаве дакле тумачи се као оно што се требало и морало разумети из употребљених израза. То спречава да се субјективним тумачењем иде у корист једне или друге стране.
Посебно су за тумачење битна начела савесности и поштења, поступања у складу са добрим пословним обичајима као и сва друга ограничења слободе уговарања.

## Посебна правила тумачења
За тумачење уговора важе још извесна посебна правила, међу којима су најважнија следећа:
- при тумачењу би требало стално имати у виду целину уговора, и зато поједине његове одредбе довести у међусобну логичку везу
- тумач мора увек полазити од претпоставке да у уговору нема противречности и да у њему ништа није казано сувишно
- ако се одредбе уговора састоје из речи које могу имати уже и шире значење, а поуздано се не зна које су значење стране имале у виду, меродавним треба сматрати уже значење
- у случају када је једна страна унапред спремила текст уговора, нејасне одредбе треба тумачити у корист друге стране
- нејасне одредбе у доброчиним уговорима треба тумачити у смислу који је повољнији по дужника, а у теретним - у смислу којим се остварује правичан однос узајамних давања
- за тумачење неодређених израза, уколико је немогуће утврдити који су им значај уговорници придавали, у неким случајевима су меродавна правила тумачења која је прописао закон
- за правну квалификацију уговора нису меродавне речи уговорника, већ њихова стварна намера

## Допуњујуће тумачење уговора
Уколико неко спорно питање стране уговорнице нису уопште регулисале уговором (нпр. услед превида или неочекиваног искрсавања питања) потребно је да дође до допуњујућег тумачења које би попунило насталу правну празнину. То је некада могуће учинити диспозитивним законским одредбама, а уколико ни тад није могуће, допуњујуће тумачење врши суд. Суд допуњава уговор имајући у виду његову преосталу садржину, као и субјективни и објективни критеријум. Суд води рачуна о претходним преговорима странака, утврђеној пракси међу њима и о обичајима (члан 32. ЗОО).